# Agriliá
Agriliá är en ort i Grekland.   Den ligger i prefekturen Fthiotis och regionen Grekiska fastlandet, i den centrala delen av landet, 160 km nordväst om huvudstaden Aten. Agriliá ligger 133 meter över havet och antalet invånare är 345.
Terrängen runt Agriliá är lite bergig. Runt Agriliá är det ganska tätbefolkat, med 111 invånare per kvadratkilometer. Närmaste större samhälle är Lamia, 5,1 km sydost om Agriliá. Trakten runt Agriliá består till största delen av jordbruksmark.